# 1985 في جنوب إفريقيا
فيما يلي قوائم الأحداث التي وقعت خلال عام 1985 في جنوب أفريقيا.

## رياضة
- 19 أكتوبر – جائزة جنوب أفريقيا الكبرى 1985 الفائز نايجل مانسيل.

## مواليد

### يناير
- 1 يناير – بيث دياني أرمسترونغ
- 4 يناير – رومانو سكوت لاعب كرة قدم جنوب أفريقي.
- 13 يناير – هاينس درير منافِس ألعاب قوى جنوب أفريقي.
- 22 يناير – إليازار رودجرز لاعب كرة قدم جنوب أفريقي.
- 23 يناير – فيرنر كروغر لاعب رغبي جنوب أفريقي.
- 29 يناير – جيسيكا ماريز ممثلة جنوب أفريقية.
- 31 يناير – ستيفن موكوكا

### فبراير
- 17 فبراير – كورت لانتجيس لاعب كرة قدم جنوب أفريقي.
- 18 فبراير – ثابيلو شيلو لاعب كرة قدم جنوب أفريقي.
- 18 فبراير – لوفنهنغو مونغوميني لاعب كرة قدم جنوب أفريقي.
- 22 فبراير – موسى بيلانكولو لاعب كرة قدم جنوب أفريقي.

### مارس
- 5 مارس – كيغان دانييل لاعب رغبي جنوب أفريقي.
- 11 مارس – شيريدان مورايس متسابق دراجات نارية جنوب أفريقي.
- 17 مارس – نكوسيناثي أوغلي لاعب كرة قدم جنوب أفريقي.

### أبريل
- 3 أبريل – تايرون لامونت لاعب كرة قاعدة جنوب أفريقي.
- 11 أبريل – لانس ديفيدز لاعب كرة قدم جنوب أفريقي.
- 20 أبريل – كيلي أندرسون لاعبة كرة مضرب جنوب أفريقية.
- 23 أبريل – نولان هوفمان دراج جنوب أفريقي.
- 26 أبريل – عمرو سينغ مخرج أفلام جنوب أفريقي.

### مايو
- 5 مايو – تسيبو ماسيليلا لاعب كرة قدم جنوب أفريقي.
- 5 مايو – غودمان دلامينى لاعب كرة قدم زيمبابوي.
- 10 مايو – جيفري نتوكا لاعب كرة قدم جنوب أفريقي.
- 18 مايو – ديفيد فايسه لاعب كركيت جنوب أفريقي.
- 20 مايو – أوستين سميث لاعب هوكي حقل جنوب أفريقي.
- 23 مايو – نازير اللي لاعب كرة قدم جنوب أفريقي.
- 23 مايو – هلومفو كيكانا لاعب كرة قدم جنوب أفريقي.
- 24 مايو – نانا ميريويذر

### يونيو
- 4 يونيو – ليون بوتا فنان جنوب أفريقي.
- 7 يونيو – أندرو بيرش لاعب كركيت جنوب أفريقي.
- 7 يونيو – ديلان ديه فاونتن لاعب اتحاد رغبي جنوب أفريقي.

### يوليو
- 12 يوليو – ليندوكوهل مكوانازي لاعب كرة قدم جنوب أفريقي.
- 15 يوليو – ويسلي ويلكينز لاعب اتحاد رغبي جنوب أفريقي.
- 20 يوليو – إل جاي فان زيل منافِس أوليمبي جنوب أفريقي.
- 30 يوليو – فرانك مارشال مصور جنوب أفريقي.

### أغسطس
- 3 أغسطس – أندري بيتيم لاعب كرة قدم جنوب أفريقي.
- 9 أغسطس – دانيال إيلينسون لاعب كرة قدم نيوزيلندي.
- 15 أغسطس – ليراتو تشابانغو لاعب كرة قدم جنوب أفريقي.
- 30 أغسطس – إلسي هايز منافِسة أوليمبية جنوب أفريقية.

### سبتمبر
- 8 سبتمبر – جيمس وود لاعب كركيت جنوب أفريقي.
- 14 سبتمبر – سيبونيسو جوميدى لاعب كرة قدم جنوب أفريقي.

### أكتوبر
- 5 أكتوبر – بونغينكوسي ماكالا لاعب كرة قدم جنوب أفريقي.
- 26 أكتوبر – كولن ماكجوبيلا لاعب كرة قدم جنوب أفريقي.

### نوفمبر
- 18 نوفمبر – ماكس سورنسن لاعب كركيت جنوب أفريقي.
- 29 نوفمبر – توكوزاني مشينغو لاعب كرة قدم جنوب أفريقي.

### ديسمبر
- 1 ديسمبر – لورين ميلور عارضة جنوب أفريقية.
- 4 ديسمبر – كيو موتسيبيه
- 9 ديسمبر – آشلي مولمان درّاجة طريق جنوب أفريقية.
- 11 ديسمبر – أنوسنت مدليدلي لاعب كرة قدم جنوب أفريقي.
- 16 ديسمبر – نهلنهلا شابالالا لاعب كرة قدم جنوب أفريقي.
- 17 ديسمبر – مافوندو شومانا لاعب كرة قدم جنوب أفريقي.

## وفيات

### يناير
- 1 يناير – باتريك كيلي (مواليد 1918) لاعب كرة قدم جنوب أفريقي.
- 1 يناير – مود سومنر (مواليد 1902) رسامة جنوب أفريقية.

### فبراير
- 19 فبراير – دوروثي بلاك (مواليد 1899)
- 21 فبراير – لويس هايوارد (مواليد 1909)

### مارس
- 5 مارس – سيريل ستايلز (مواليد 1904) مُجدّف نيوزيلندي.

### أغسطس
- 1 أغسطس – ساندي بيل (مواليد 1906) لاعب كركيت جنوب أفريقي.

### سبتمبر
- 5 سبتمبر – جيرالد دراير (مواليد 1929) ملاكم جنوب أفريقي.

### أكتوبر
- 5 أكتوبر – غلين إسحاق (مواليد 1937)

### ديسمبر
- 28 ديسمبر – مولي بلاكبيرن (مواليد 1930) ناشطة جنوب أفريقية.